# Yukio Araki
Yukio Araki (em japonês: 荒木 幸雄, Araki Yukio, Kiryu, Gunma, 10 de março de 1928 — USS Braine (DD-630), Okinawa, 27 de maio de 1945) foi um piloto kamikaze do Exército Imperial Japonês, membro da 72ª Unidade de Ataque Especial durante a Segunda Guerra Mundial. Araki morreu no dia 27 de maio de 1945, durante a Batalha de Okinawa, quando lançou sua aeronave Mitsubishi Ki-51 carregada de bombas, deliberadamente contra o USS Braine.  Aos 17 anos de idade, Araki foi um dos pilotos kamikaze mais jovens em serviço.

## Biografia

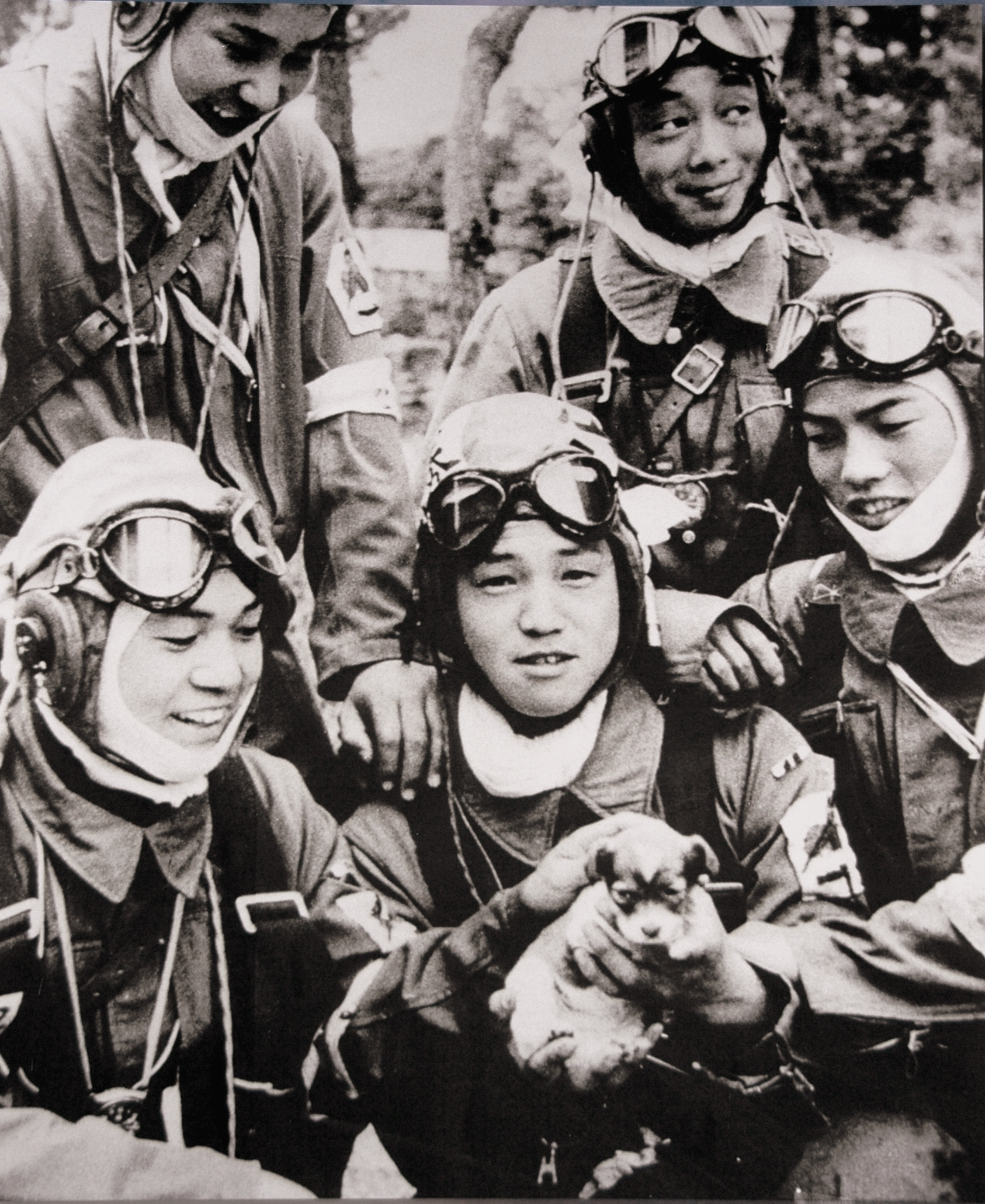
O cabo Yukio Araki (centro) segura um cachorrinho em uma foto de grupo tirada um dia antes de sua morte, 26 de maio de 1945.

Araki nasceu em 10 de março de 1928, em Miyamae, Kiryu, na prefeitura de Gunma. Com quinze anos de idade, ele se junto ao Programa de Treinamento de Pilotos Juvenis do Serviço Aéreo do Exército Imperial Japonês. Por volta de setembro de 1943, ele começou seu treinamento na Base Aérea de Tachiarai. Depois de formado, começou a trabalhar no Campo Aéreo de Metabaru e, em 1944, foi trabalhar em Heijō, atualmente Pyongyang, capital da Coreia do Norte. Em 27 de maio de 1945, Araki decolou do Campo de Aviação de Bansei, na cidade de Bansei, atualmente Minamisatsuma, na prefeitura de Kagoshima, em um Mitsubishi Ki-51, com o objetivo de realizar uma missão kamikaze. Com apenas 17 anos de idade, Araki foi um dos mais jovens pilotos kamikaze de que se tem notícia. Especulou-se que seu avião foi uma das duas aeronaves que atingiram o USS Braine, matando 66 membros de sua tripulação; no entanto, a embarcação não afundou.
Araki estava em casa em abril de 1945, e deixou cartas endereçadas a sua família, para serem abertas depois do recebimento da notícia de sua morte. Na carta que ele endereçou a seus pais, Araki observou:
Por favor, encontrem prazer em seu desejo por minha lealdade ao imperador e devoção aos meus pais.
Não me arrependo de nada. Eu apenas sigo adiante em meu caminho.
Seguindo aquele que era o costume dos pilotos kamikazes, antes de partir para sua missão, Araki cortou uma mecha de seu cabelo e aparou as unhas, que, em conjunto, seriam enviadas aos seus pais após sua morte. Elas foram enviadas à família, para que fossem sepultadas em um cemitério em Kiryu.